# Schréter Zoltán
Schréter Zoltán (Dombóvár, 1882. október 21. – Budapest, 1970. január 14.) magyar geológus, hidrológus, paleontológus, egyetemi tanár, a Magyar Tudományos Akadémia levelező tagja.

## Élete és munkássága
1901-ben kezdte meg egyetemi tanulmányait a Budapesti Tudományegyetem természetrajz-földrajz szakán. 1905-ben hallgatóként megkapta a Földrajzi Társaság Déchy-ösztöndíját. A Déli-Kárpátokban és a Páring-hegységben végzett az eljegesedésre vonatkozó kutatásokat. Egy évvel később a víz felszíni és felszín alatti tevékenységét tanulmányozta Lóczy Lajos irányítása alatt a dalmáciai partvidéken, a Karszton és a Dinaridákban. 1908-ban a Budapesti Tudományegyetemen tanári, majd egy évvel később, 1909-ben doktori oklevelet szerzett föld- és őslénytanból. 1906-ban tanársegédként Schafarzik Ferenc mellé került a Műegyetemen. Többek között vele tanulmányozta a Budai-hegységet, valamint feltérképezte a Pojána-Ruszka-hegységet. 1909-ben került a Földtani Intézethez, ahol 33 éven át végzett térképező geológusi tevékenységet. 1912 és 1917 közt a Bükk hegységet térképezte fel, melynek során évente kutatási jelentéseket tett közzé, melyekben több alkalommal is módosította a hegységről alkotott szakmai véleményét. A hegység kialakulásáról a későbbiekben előkerült geológiai leletanyagok egyre részletesebb képet rajzoltak ki, melyeket későbbi tanulmányaiban (1935, 1936, 1943, 1950, 1953) foglalta össze.
Kutatási területei közé tartozott a Krassó-Szörényi-hegység neogénje és szerkezete, a Budai-hegység hévforrásnyomai, a klasszikus értelemben vett Bükk, a borsodi medencék, a hevesi és nógrádi szénmedencék, a bükkszéki olajkutatás, vízellátási előtanulmányok a Balatonnál, Aggtelek és vidéke, a Cserhát, a Zempléni-hegység, a Bakony, a Gerecse, valamint az esztergom-dorogi szénmedence. A bauxitkutatások első időszakában a Magyar Bauxitbánya Rt. szaktanácsadója volt. Többek között őslénytani, geomorfológiai, szeizmológiai, műszaki földtani és nyersenyagkutatási problémákkal, valamint a bányavizek kérdéseivel, hévizekkel és ásványvizekkel foglalkozott. Az első világháború ideje alatt olajat kutatott Máramaros területén. Jelentős mennyiségű kéziratos jelentése mellett öt nagyobb és száznál is több kisebb terjedelmű tanulmánya jelent meg.
1931-ben a Magyar Tudományos Akadémia levelező tagjává választották, azonban 1949-ben megvonták tagságától. 1989-ben állították vissza tagságát. 1957-ben a föld- és ásványtudományok kandidátusa lett. A Magyarhoni Földtani Társulat tiszteleti tagja is volt. 1948-ban a szervezet tiszteleti tagjává választották. A Magyar Hidrológiai Társaság tiszteleti tagságát is elnyerte.

## Díjai, elismerései
- 1905: Déchy-ösztöndíj
- 1966: Szabó József-emlékérem

## Főbb művei
- Az esztergomi szénmedence földtani viszonyai (Telegdi-Roth Károllyal és Rozlozsnik Pállal, Budapest, 1922)
- A Bükk hegység geológiája (beszámoló a Földtani Intézet vitaüléseiről, 1943)
- A Bükk hegység felsőpermi brachiopodái (Geologica Hungarica, Ser. Palaeontologica 28., Budapest, 1963)

## Emlékezete
- Kerámia portré a Dombóvári Pantheonban - Ivanich üzletház árkádjának falán Dombóváron - 2012[2]